# Espada Uruk-hai
La espada Uruk-hai  es un arma ficticia del legendarium del escritor británico J. R. R. Tolkien, creada por el equipo de Weta Workshop para  las películas de El Señor de los Anillos de Peter Jackson y empleada por los Uruk-hai.

## Descripción

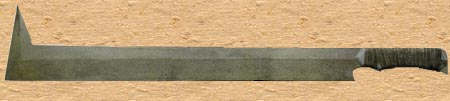
Espada Uruk-hai.

Se trata de un arma tosca, sin ningún refinamiento, característica general de las armas y herramientas fabricadas por los orcos, aunque, como se dice en El hobbit, útiles y eficaces.
No era un arma para ser usada de forma diestra, se trataba de un arma para ser usada con la fuerza terrible de los Uruk-hai, quienes  podían partir un cráneo o, con su punta, atravesar las armaduras de sus enemigos. Una vez "enganchado" con esta punta podían atraerlo para rematarlo.
J. R. R. Tolkien hace referencia a los uruk-hai en el conjunto de su obra El Señor de los Anillos, especialmente en Las dos torres, pero no hace especial mención a esta arma, que es más una adaptación de Weta Workshop para las películas de la trilogía. Siempre siguiendo esta versión cinematográfica, así como los trabajos realizados para esta por Weta Workshop y los diversos ilustradores contratados para ello, esta arma aparece de forma continua en las tropas formadas por uruks. Su forja se realiza en las cavernas de Isengard, donde se ve por primera vez, de manos de los herreros orcos a las órdenes de saruman. Estos orcos o trasgos nunca portaron esta espada, pues era demasiado pesada para ellos.
Se puede encontrar representaciones de esta espada en manos de los uruk-hai en bocetos y diseños conceptuales de Alan Lee en El Señor de los Anillos. Cuaderno de bocetos, en la que se ilustra la lucha de Aragorn contra una multitud de uruks en Amon Hen.
También aparecen representaciones de esta espada en bocetos realizados por Christian Rivers y Warren Mahy para El Señor de los Anillos: el arte de La Comunidad del Anillo

## Espada terrible para unos guerreros temibles
Los uruk-hai aparecieron en la Tercera Edad. Su linaje procede de los orcos, pero son una mejora de los mismos ya que pueden soportar la luz solar mejor que los orcos normales, que no la soportan. Originalmente fueron creados por Sauron, como elite de sus ejércitos, pues los orcos y trasgos habían demostrado ser inferiores guerreros que los elfos.
Fueron usados por Sauron en los ejércitos que conquistaron Ithilien, en los que asediaron Minas Tirith y en los que destruyeron Osgiliath. Saruman también usaba uruk-hai en sus ejércitos pero les dio nuevas armas y armaduras, como esta espada, y mejoró con malas artes algunas de sus capacidades, consiguiendo reunir los guerreros uruk más terribles.